# U-507
U-507 — большая океанская немецкая подводная лодка типа IX-C, времён Второй мировой войны.
Заказ на постройку лодки был отдан судостроительной компании «Дойче Верке» в Гамбурге 20 октября 1939 года. Лодка была заложена 11 сентября 1940 года под строительным номером 303, спущена на воду 15 июля 1941 года, 8 октября 1941 года под командованием корветтен-капитана Харро Шахта вошла в состав учебной 4-й флотилии. 1 марта 1942 года вошла в состав 2-й флотилии.
Лодка совершила 4 боевых похода, в которых потопила 19 судов (77 143 брт) и повредила одно судно (6 561 брт). 13 января 1943 года потоплена в южной Атлантике к северо-западу от Натала в районе с координатами 01°38′ ю. ш. 39°52′ з. д. глубинными бомбами с американского самолёта типа «Каталина». Все 54 члена экипажа погибли.